# Robert Green Ingersoll
Robert G. Ingersoll (Condado de Yates, 11 de agosto de 1833 — Dobbs Ferry, 21 de julho de 1899) foi um livre pensador, orador e líder político estadunidense do século XIX, notável por sua cultura e defesa do agnosticismo.

## Biografia
Crítico da religião cristã, tornou-se agnóstico.
Robert Green Ingersoll é muito pouco conhecido atualmente. Entretanto, ele era o mais famoso orador porta-voz político norte-americano do século XIX. Talvez o mais conhecido norte-americano na era pós guerra civil.
Ingersoll nasceu em Dresden, Nova York em 1833. Seu pai era um pastor presbiteriano que mudava constantemente de congregação. Os Ingersolls deixaram Dresden quando o pequeno Robert era ainda um bebê de menos de quatro meses. Ingersoll ficaria famoso como morador da cidade de Peoria, Illinois; em Washington; e finalmente em Nova York. Entretanto, a casa de nascimento de Ingersoll persiste como o único local em que residiu que está aberta à visitação pública, como uma homenagem.
Ingersoll ingressou na vida pública em Peoria, Illinois, como advogado. Depois de relevantes serviços na guerra civil, ele serviu como procurador geral em Illinois. Politicamente, se aliou aos republicanos, o partido de Lincoln, que naqueles dias eram a voz do modernismo. Os discursos inflamados de Ingersoll logo fizeram dele o mais requisitado orador em favor dos candidatos republicanos e de suas causas. Sua carreira como jurista foi destacada. Ele montou uma defesa bem sucedida de dois homens falsamente acusados no escândalo Star Route, talvez o mais controvertido processo político do final do século XIX.
Mas foram seus discursos privados que o tornaram famoso. Em turnês frequentes em percorreu os EUA de costa a costa e discursava perante plateias que lotavam casas de espetáculo, falando sobre tópicos que variavam de Shakespeare, ciência e religião. Numa época em que a oratória era a forma predominante de entretenimento público, Ingersoll era o inigualável mestre dos oradores americanos. Ingersoll era amigo de presidentes, de literatos famosos como Mark Twain, capitães da indústria, como Andrew Carnegie, e figuras destacadas nas artes. Ele era também admirado por reformadores como Elizabeth Cady Stanton. Outros americanos se consideravam seus inimigos. Ele defendia os direitos das mulheres e dos negros.
Ingersoll faleceu de insuficiência cardíaca em 21 de julho de 1899, na espaçosa casa de seu genro em Dobbs Ferry-on-Hudson, Nova York. Tinha 65 anos de idade. A casa onde morreu permanece de pé, mas foi convertida em condomínio. Não está aberta ao público, e não possui nenhuma placa comemorativa. Ingersoll foi sepultado com honras militares no Cemitério Nacional de Arlington, Virginia, onde sua grande lápide ainda pode ser vista. Pouco tempo depois de sua morte, seus trabalhos completos foram reunidos e publicados pelo seu cunhado Clinton P. Farrell. A rica edição de 12 volumes ficou conhecida como a Edição de Dresden, em homenagem à sua cidade de nascimento. A Edição Dresden foi reimpressa diversas vezes. As últimas edições contêm a biografia de Ingersoll feita por Herman Kittredge, formando um terceiro volume.

## Trabalhos
- The gods and other lectures (New York: D. M. Bennett, 1876)
- Some mistakes of Moses (Washington, D.C.: C. P. Farrell, 1879)
- Walt Whitman (New York, The Truth Seeker Co, 1890)
- Col. Ingersoll's reply to his critics in the N.Y. "Evening Telegram." (Toronto: J. Spencer Ellis, 1892)
- Shakespeare, a lecture (New York, Farrell, 1895)
- Abraham Lincoln, a lecture  (New York, Farrell, 1895)
- Voltaire, a lecture (New York, Farrell, 1895)
- Great speeches of Col. R. G. Ingersoll; complete (Chicago: Rhodes & McClure, 1895)
- "Why I am an agnostic" (1896)
- The works of Robert G. Ingersoll vols. 1, 2, 3, 4, 5, 6, 7, 8, 9, 10, 11, and 12 (New York: The Dresden pub. co., C. P. Farrell, 1902)